# پری‌شاهرخ طلایی هندی
پری‌شاهرخ طلایی هندی (نام علمی: Oriolus kundoo) نام یک گونه از سرده پری‌شاهرخ است.